# Sphaerodactylus microlepis
Espèce
Synonymes
- Sphaerodactylus melanospilos Duméril, 1873

Sphaerodactylus microlepis est une espèce de geckos de la famille des Sphaerodactylidae.

## Répartition
Cette espèce se rencontre :
- à Sainte-Lucie ;
- en Martinique ;
- à Dominique ;
- sur l'île de Sainte-Croix dans les îles Vierges des États-Unis ;
- sur l'île de Monito ;
- dans les îles Vierges britanniques.

## Liste des sous-espèces
Selon The Reptile Database (21 juin 2012) :
- Sphaerodactylus microlepis thomasi Schwartz, 1965
- Sphaerodactylus microlepis microlepis Reinhardt & Lütken, 1862

## Publications originales
- Reinhardt & Lütken, 1862 : Bidrag tii det vestindiske Öriges og navnligen tii de dansk-vestindiske Oers Herpetologie. Videnskabelige meddelelser fra den Naturhistoriske forening i Kjöbenhavn, vol. 1862, n. 10/18, p. 153-291 (texte intégral).
- Schwartz, 1965 : A new subspecies of the gecko Sphaerodactylus microlepis. Herpetologica, vol. 21, p. 261-269.